# Општина Лагадина
Општина Лагадина (грч. Δήμος Λαγκαδά, Општина Лангада) општина је у Грчкој. По подацима из 2021. године број становника у општини је био 37.022. Административни центар је грда Лагадина.

## Насељена места
Општина Лагадина је формирана 1. јануара 2011. године спајањем 7 некадашњих административних јединица: Богданска планина, Гвоздово, Калиндија, Коронија, Лагадина, Лахана, Сухо.
- Општинска јединица Богданска планина: Висока, Арети, Вертискос, Галини, Лофискос, Пенде Врисес, Полидендри, Хоруда.
- Општинска јединица Гвоздово: Гвоздово, Ексамили, Ново Село.
- Општинска јединица Лагадина: Лагадина, Аналипси, Аракли, Балевец, Дракондио, Каваларци, Лагиново, Сирачево, Хрисавги.
- Општинска јединица Лахана: Негован, Богородица, Евангелистрија, Зарово, Картерес, Кидонеа, Лахана, Лефкохори,  Маврорахи, Стефанија
- Општинска јединица Калиндија: Загливери, Адам, Каламото, Месокомо, Петрокераса, Саракина, Свети Харалампије.
- Општинска јединица Коронија: Јеракару, Ардамери, Василуди, Лангадикија, Свети Василије.
- Општинска јединица Сухо: Сухо, Авги, Аскос, Крионери.

## Становништво
| 2011.  | 2021.  |
| ------ | ------ |
| 41.103 | 37.022 |